# Portulaca elatior
Portulaca elatior är en portlakväxtart som beskrevs av Carl Friedrich Philipp von Martius och Paul Rohrbach. 
Portulaca elatior ingår i släktet portlaker, och familjen portlakväxter. Inga underarter finns listade i Catalogue of Life.

## Bildgalleri

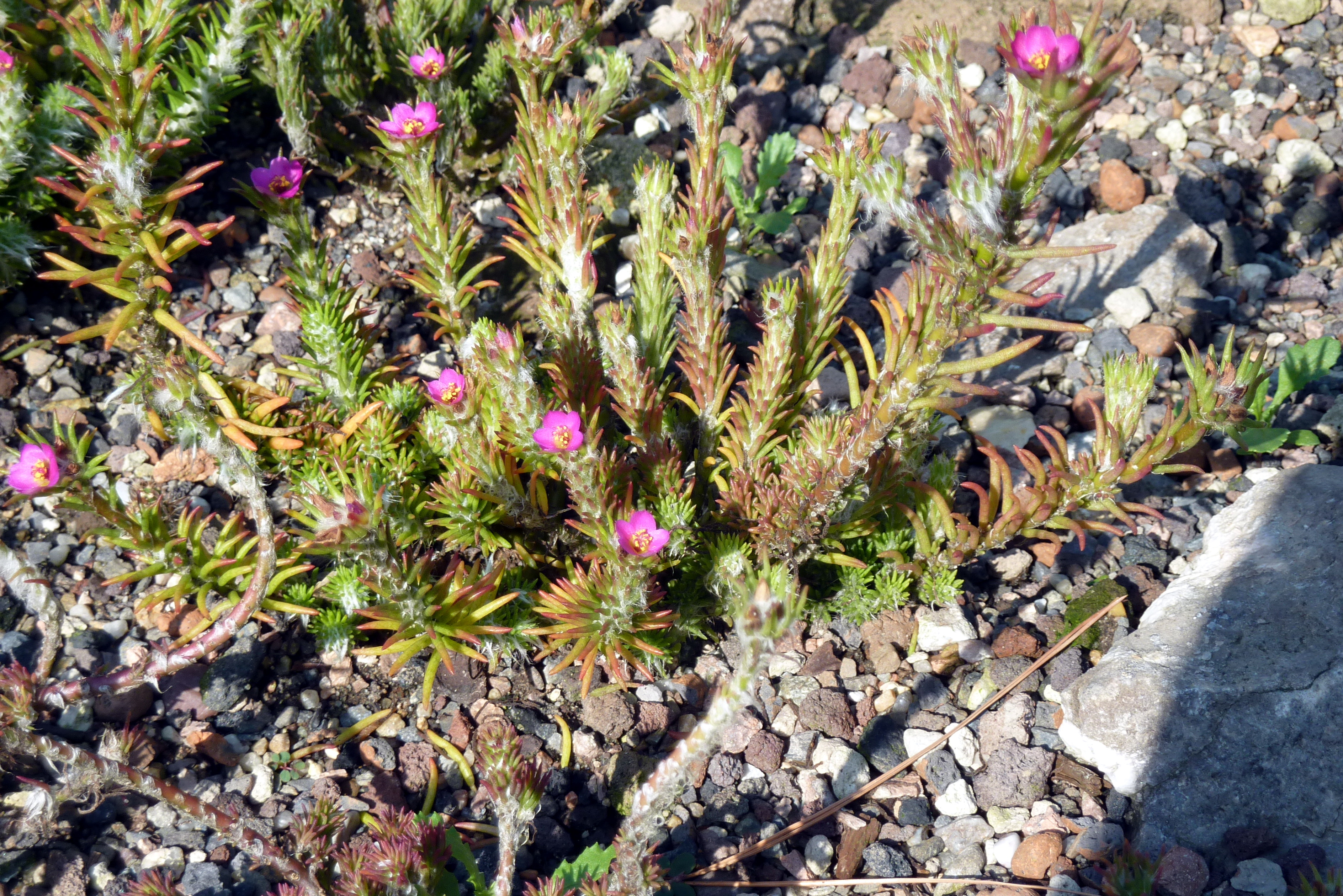